# Heinrich Abel (Pädagoge)
Heinrich Wilhelm Carl Abel (* 19. Juni 1908 in Bad Rehburg; † 4. Dezember 1965 in Eschborn) war ein deutscher Berufsschulpädagoge, Erziehungswissenschaftler und Hochschullehrer.

## Leben und Wirken
Heinrich Abel war der Sohn eines Schreiners. Nach dem Besuch der Volksschule in Bad Rehburg legte Abel 1928 am Gymnasium in Bückeburg das Abitur ab. Danach studierte er in Köln und legte das Examen als Gewerbelehrer ab. Anschließend studierte er an der Universität zu Köln, wo er 1934 promovierte. Mai 1933 trat er der SA bei. Seine erste Anstellung erhielt er als Gewerbelehrer in Osterode am Harz, bevor er 1936 an die gewerbliche Berufsschule nach Hannover wechselte.
Abel beantragte am 7. Juli 1937 die Aufnahme in die NSDAP und wurde rückwirkend zum 1. Mai desselben Jahres aufgenommen (Mitgliedsnummer 4.863.353). ebenfalls 1937 wurde er hauptamtlicher Hitler-Jugendführer in der Reichsjugendführung. Als Leutnant der Reserve und Adjutant wurde er 1939 zum Artillerie-Regiment Nr. 3 eingezogen. Mit Ausbruch des Zweiten Weltkrieges nahm er aktiv am Kriegseinsatz teil und geriet 1943 bei Stalingrad in sowjetische Kriegsgefangenschaft. Er war Gründungsmitglied des Bundes Deutscher Offiziere und unterzeichnete den Aufruf an die deutschen Generale und Offiziere! An Volk und Wehrmacht! vom 12. September 1943.
Nach Entlassung aus der Kriegsgefangenschaft kehrte er 1950 nach Osterode zurück. Später schlug er eine erziehungswissenschaftliche Karriere ein und wurde, nach einer Tätigkeit am Berufspädagogischen Institut Frankfurt, Inhaber des Lehrstuhls für Berufs-, Wirtschafts- und Arbeitspädagogik an der Technischen Hochschule Darmstadt. Abel gilt als einer der Wegbereiter der modernen Berufspädagogik, indem er sich für ihre Anerkennung als eigenständige erziehungswissenschaftliche Disziplin in Deutschland einsetzte.
Abel starb am 4. Dezember 1965 im Alter von 57 Jahren in seinem Wohnort Eschborn bei Frankfurt. Er war bis zu seinem Tod verheiratet mit der Musikpädagogin Sigrid Abel-Struth.